# اکالیپتوس استرالیایی
اکالیپتوس استرالیایی (نام علمی: Eucalyptus australis) نام یک گونه از سرده اوکالیپتوس است.
کوریامبیا ارمیا، که به‌طور رایج با نام‌های چوب خون ماله، چوب خون تپه و چوب خون مرکز رنج شناخته می‌شود، درختی کوچک و شبیه به ماله است که بومی نواحی مرکزی استرالیا به شمار می‌رود. بومیان این سرزمین این گیاه را با نام مُور-مُورپا می‌شناسند. این درخت دارای پوست زبر و موزاییک‌مانند است و برگ‌هایش به شکل نیزه می‌باشد. جوانه‌های گل آن بیضی تا گلابی هستند و بر روی ساقه‌های شاخه‌ای قرار دارند. میوه‌های این درخت به شکل خمره‌ای رشد می‌کنند.

## توضیحات تکمیلی
Corymbia eremaea درختی کوچک و شبیه به ماللی است که معمولاً تا ارتفاع 10 متر (33 فوت) می‌رسد و ساقه‌ای چوبی با نام لینوتیبر ایجاد می‌کند. پوست این درخت خشن و قهوه‌ای رنگ است و به طور یکنواخت از تنه تا شاخه‌های کوچک امتداد دارد، اما در برخی از درختان کوچک‌تر ممکن است پوست صاف مشاهده شود. درختان جوان و گیاهانی که از ریشه‌ها دوباره رشد می‌کنند، دارای برگ‌های سبز تیره و به شکل نیزه هستند که در هر دو سمت یک رنگ سبز را نشان می‌دهند. این برگ‌ها به شکل خطی و باریک، با طولی بین 20 تا 110 میلی‌متر (0.79 تا 4.33 اینچ) و عرضی بین 7 تا 21 میلی‌متر (0.28 تا 0.83 اینچ) قرار دارند و به صورت جفت‌های متقابل بیشتر یا کمتر چین می‌خورند. در مقابل، برگ‌های بالغ به صورت متناوب قرار گرفته‌اند و رنگی سبز تیره تا کمی براق دارند؛ این برگ‌ها نیزه‌ای شکل بوده و طول آن‌ها بین 75 تا 120 میلی‌متر (3.0 تا 4.7 اینچ) و عرض آن‌ها بین 10 تا 21 میلی‌متر (0.39 تا 0.83 اینچ) است و دمبرگی به طول 6 تا 20 میلی‌متر (0.24 تا 0.79 اینچ) دارند. جوانه‌های گل در انتهای شاخه‌های کوچک روی پدونکل‌های شاخه‌دار به طول 8 تا 14 میلی‌متر (0.31 تا 0.55 اینچ) قرار می‌گیرند و هر یک از این شاخه‌ها دارای هفت جوانه است که بر روی پدیکل‌هایی به طول 3 تا 8 میلی‌متر (0.12 تا 0.31 اینچ) قرار دارند. جوانه‌های بالغ معمولاً بیضی شکل هستند و طول آن‌ها بین 6 تا 8 میلی‌متر (0.24 تا 0.31 اینچ) و عرض آن‌ها بین 4 تا 5 میلی‌متر (0.16 تا 0.20 اینچ) می‌باشد و اپرکولوم آن‌ها گرد تا مخروطی شکل است. گل‌دهی عمدتاً از نوامبر تا ژانویه رخ می‌دهد و گل‌ها به رنگ سفید هستند. میوه این درخت یک کپسول چوبی به شکل گلدان است که طول آن بین 11 تا 22 میلی‌متر (0.43 تا 0.87 اینچ) و عرض آن بین 9 تا 18 میلی‌متر (0.35 تا 0.71 اینچ) است و دریچه‌ها به عمق درون میوه قرار دارند. بذرها قهوه‌ای رنگ بوده و دارای بال انتهایی هستند.